# Fenin-Vilars-Saules
Fenin-Vilars-Saules is een plaats en voormalige gemeente in het Zwitserse kanton Neuchâtel. In 2013 is de gemeente gefuseerd naar de nieuwe gemeente Val-de-Ruz.
Fenin-Vilars-Saules telt 772 inwoners.